# Margarites sordidus
Margarites sordidus is een slakkensoort uit de familie van de Margaritidae. De wetenschappelijke naam van de soort is voor het eerst geldig gepubliceerd in 1846 door Hancock.